# James Cecil Parke
James Cecil Parke (Clones, 26 luglio 1881 – Llandudno, 27 febbraio 1946) è stato un tennista irlandese.
Oltre ad esser stato tennista, fu anche un giocatore di rugby a 15 e di golf.

## Palmarès

### Olimpiadi
- Argento a Londra 1908 nel doppio outdoor.